# Czapka

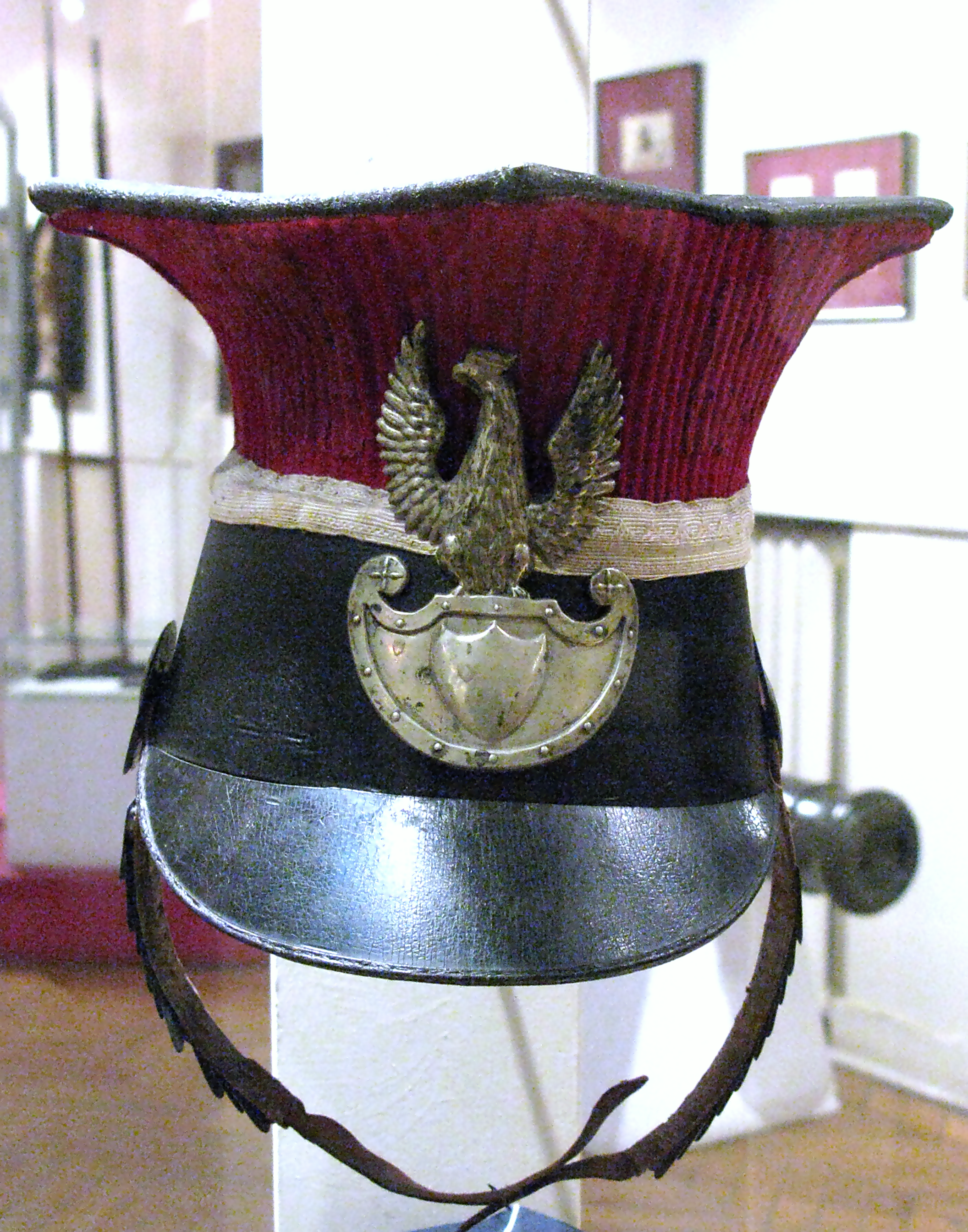
Czapka de la Guàrdia Nacional Polonesa, Lviv (Ucraïna), 1848

Czapka (pronunciat "txapka") és un mot polonès que significa 'gorra'; en l'ús internacional, però, el terme s'empra per a designar genèricament tota una sèrie de lligadures militars, poloneses o d'origen o estil polonès, que tenen en comú la forma quadrada o romboïdal del cim, rematat en quatre puntes. En polonès tota aquesta gamma de lligadures rep el nom de rogatywka, si cal acompanyant-hi un adjectiu per a especificar el tipus concret.
En aparèixer en la forma clàssica, la czapka era un tipus de xacó, evolució de la konfederatka del segle xviii: fou popularitzada pels llancers polonesos al servei de Napoleó, coneguts com a ulans; molts exèrcits cuitaren llavors a formar un cos propi d'ulans, a imitació dels polonesos, incloent-hi la czapka, que fou característica d'aquest cos fins que desaparegué arran de la Primera Guerra Mundial.
En la segona meitat del segle xix, en passar de moda el xacó pròpiament dit, els ulans de la majoria d'exèrcits passaren a usar cascos amb cresta en forma de czapka, els quals també foren coneguts amb el nom de czapka. A Àustria-Hongria, en canvi, els ulans adoptaren un casquet amb cresta en forma de czapka que s'anomenava tatarka.

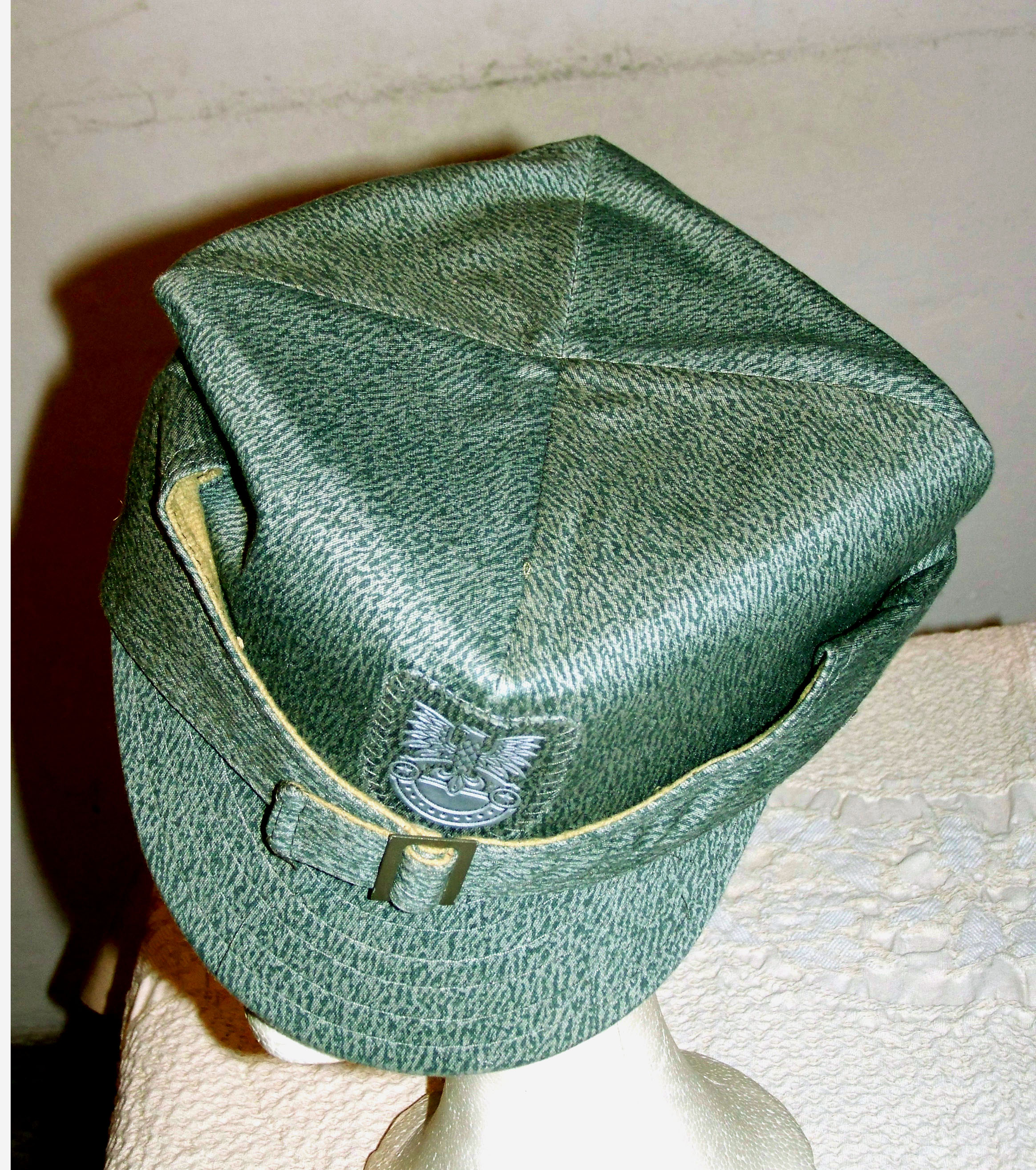
Czapka de campanya (rogatywka polowa) model 1960, de disseny basat en el model 1937

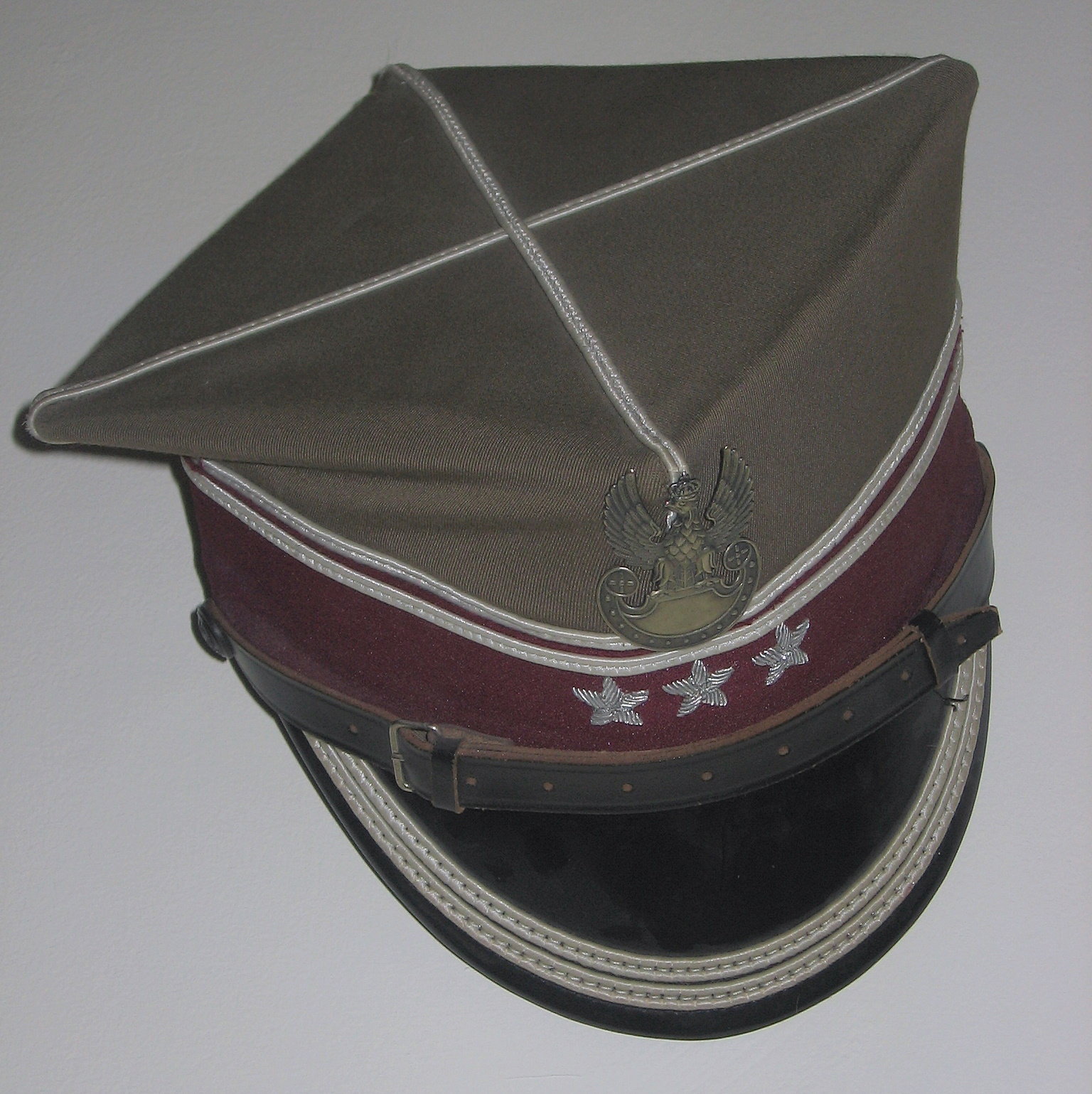
Czapka de plat (rogatywka garnizonowa) d'oficial polonès. Dècada de 1990

Esdevinguda un símbol nacional polonès, les diverses tropes poloneses al servei d'altres exèrcits, primer, i més endavant l'exèrcit polonès reconstituït, donaren i donen forma de czapka a totes les lligadures que en són susceptibles: xacós, primer, i, modernament, tant la gorra de plat (rogatywka garnizonowa), més o menys rígida, com la gorra de campanya (rogatywka polowa), semirígida o flexible. Se n'exceptuen les gorres de plat de l'Armada i els casquets de mariner, que se circumscriuen a l'estil internacional d'encuny britànic.
Per mor de la precisió, al si de la família czapka hom podria distingir quatre grans tipus de lligadura:
- la konfederatka, casquet polonès de la segona meitat del segle xviii, i origen de la família;
- la czapka pròpiament dita, lligadura d'ulà en forma de xacó (primera meitat del segle xix) o de casc (segona meitat del segle xix);
- la tatarka, casquet d'ulà austrohongarès (segona meitat del segle xix);
- la rogatywka, gorra de campanya i gorra de plat; característica de l'exèrcit polonès d'ençà el segle xx.